# Clive Soley, Baron Soley

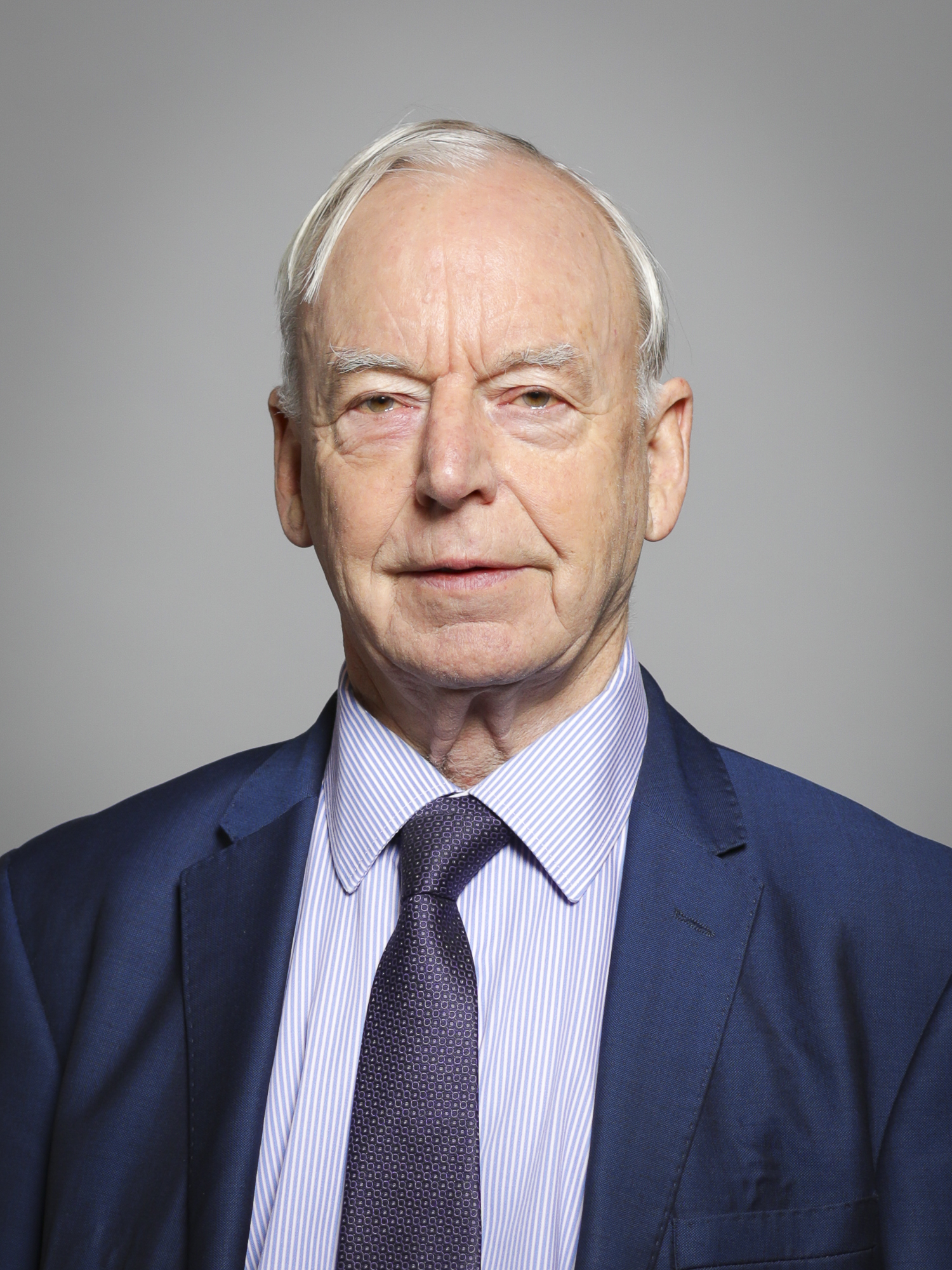
Clive Soley, Baron Soley

Clive Stafford Soley, Baron Soley (* 7. Mai 1939) ist ein britischer Politiker und Life Peer der Labour Party.
Clive Soley studierte an der Universität von Strathclyde, der Universität Southampton, sowie dem Newbattle Abbey College of Education. Bevor er bei den britischen Unterhauswahlen 1979 als Abgeordneter der Labour Party im Wahlkreis Hammersmith North gewählt wurde, arbeitete er seit 1970 als Bewährungshelfer in London. Nach dem Wahlkreis Hammersmith North, den er bis 1983 als Abgeordneter vertrat, wurde er im Wahlkreis Hammersmith gewählt und von 1997 bis 2005 vertrat er den Wahlkreis Ealing, Acton and Sheperd’s Bush.
Clive Soley war von 1981 bis 1984 der Shadow Minister für Nordirland und er war von 1994 bis 1997 Mitglied des Northern Ireland Affairs Select Committee, dessen Vorsitzender er von 1995 bis 1997 war.
Zwischen 1997 und 2001 war Clive Soley der Vorsitzende der Parliamentary Labour Party.
Am 29. Juni 2005 wurde Clive Soley als Baron Soley, of Hammersmith in the London Borough of Hammersmith and Fulham, in das britische Oberhaus aufgenommen.

## Veröffentlichungen
- Clive Soley, Tom O’Malley, Regulating The Press, Pluto Press, London 2000, ISBN 0-7453-1197-0.